# UFC Fight Night: Maia vs. Usman
UFC Fight Night: Maia vs. Usman (também conhecido como UFC Fight Night 129) foi um evento de artes marciais mistas (MMA) produzido pelo Ultimate Fighting Championship, realizado no dia 19 de maio de  2018, na Movistar Arena, em Santiago, Chile.

## Background
O evento marcou a primeira visita da promoção ao Chile.
Uma luta no peso-meio-médio entre o vencedor meio-médio do The Ultimate Fighter: American Top Team vs. Blackzilians, Kamaru Usman, e Santiago Ponzinibbio, seria a luta principal do evento. No entanto, Ponzinibbio saiu do embate em 21 de abril, devido a lesão. Ele foi substituído pelo ex-desafiante ao Cinturão Meio-Médio do UFC e ex-desafiante ao Cinturão Peso-Médio do UFC, Demian Maia.

## Bônus da Noite
Os lutadores recebem $50.000 de bônus
- Luta da Noite:  Andrea Lee vs.  Veronica Macedo
- Performance da Noite:  Gabriel Benítez e  Claudio Puelles